# FSR 1735
FSR 1735 ist ein Kugelsternhaufen im Sternbild Altar in rund 30.000 Lichtjahren Entfernung von der Sonne und rund 10.000 Lichtjahren Entfernung vom galaktischen Zentrum. 
Der Haufen wurde von Dirk Froebrich, Aleks Scholz und C.J. Raftery bei einer systematischen Suche nach Sternhaufen im 2MASS-Katalog gefunden und trägt die Nummer 1735 in deren Katalog. Darauf folgende Beobachtungen mit dem New Technology Telescope (NTT) der ESO auf La Silla (Chile) zeigten einen kompakten massereichen Sternhaufen im inneren Bereich unserer Milchstraße mit rund 100.000 Sternen.
FSR 1735 befindet sich relativ nahe am galaktischen Zentrum und nur rund 950 Lichtjahre von der galaktischen Ebene entfernt, gehört also zum galaktischen Bulge. In diesem Bereich herrscht eine hohe Extinktion, weshalb der Haufen nicht schon bei früheren Suchen im optischen Bereich, sondern erst bei infraroten Wellenlängen entdeckt wurde. Das Alter von FSR 1735 ist nicht bekannt, liegt bei einem Kugelsternhaufen aber typischerweise bei mehr als 10 Milliarden Jahren.
Da es sich um den dritten in 2MASS-Daten entdeckten Kugelsternhaufen handelt, wird er gelegentlich auch als 2MASS-GC03 bezeichnet.